# Juri Biordi
Juri Biordi (Città di San Marino, 1º gennaio 1995) è un calciatore sammarinese, difensore svincolato.

## Carriera

### Club
Dopo aver giocato nelle giovanili del San Marino, squadra militante in Lega Pro Prima Divisione, passa alla squadra sammarinese del Fiorentino. Dopo una stagione fa ritorno al San Marino, in Lega Pro; a fine anno torna nuovamente al Fiorentino. Negli anni seguenti continua a giocare nel campionato sammarinese.

### Nazionale
Nel corso degli anni ha giocato numerose partite con le nazionali Under-15, Under-17 ed Under-19.
Ha esordito in nazionale Under-21 nella sconfitta per 2-1 in casa della Lituania nella partita giocata il 6 giugno 2013 e valida per le qualificazioni agli Europei di categoria del 2015; nella stessa partita ha anche segnato il suo primo gol con la maglia dell'Under-21, che ha valso il momentaneo pareggio. Il 6 settembre 2013 ha segnato il gol che ha consentito alla sua nazionale di sconfiggere per 1-0 i pari età del Galles in una partita di qualificazione agli Europei Under-21: è stata la prima vittoria nella storia dell'Under-21 sammarinese oltre che la prima vittoria in una partita ufficiale non amichevole di una qualunque nazionale della Repubblica sammarinese. L'8 giugno 2014 esordisce con la nazionale maggiore giocando da titolare nella partita amichevole persa per 3-0 in casa contro l'Albania.
Nell'arco dei quattro anni seguenti ha giocato in totale ulteriori 4 partite con la nazionale sammarinese.

## Statistiche

### Cronologia presenze e reti in nazionale
| Cronologia completa delle presenze e delle reti in nazionale ― San Marino | Cronologia completa delle presenze e delle reti in nazionale ― San Marino | Cronologia completa delle presenze e delle reti in nazionale ― San Marino | Cronologia completa delle presenze e delle reti in nazionale ― San Marino | Cronologia completa delle presenze e delle reti in nazionale ― San Marino | Cronologia completa delle presenze e delle reti in nazionale ― San Marino | Cronologia completa delle presenze e delle reti in nazionale ― San Marino | Cronologia completa delle presenze e delle reti in nazionale ― San Marino |
| Data                                                                      | Città                                                                     | In casa                                                                   | Risultato                                                                 | Ospiti                                                                    | Competizione                                                              | Reti                                                                      | Note                                                                      |
| ------------------------------------------------------------------------- | ------------------------------------------------------------------------- | ------------------------------------------------------------------------- | ------------------------------------------------------------------------- | ------------------------------------------------------------------------- | ------------------------------------------------------------------------- | ------------------------------------------------------------------------- | ------------------------------------------------------------------------- |
| 8-6-2014                                                                  | San Marino                                                                | San Marino                                                                | 0 – 3                                                                     | Albania                                                                   | Amichevole                                                                | -                                                                         | 85’                                                                       |
| 4-6-2016                                                                  | Fiume                                                                     | Croazia                                                                   | 10 – 0                                                                    | San Marino                                                                | Amichevole                                                                | -                                                                         |                                                                           |
| 10-6-2017                                                                 | Norimberga                                                                | Germania                                                                  | 7 – 0                                                                     | San Marino                                                                | Qual. Mondiali 2018                                                       | -                                                                         |                                                                           |
| 1-9-2017                                                                  | San Marino                                                                | San Marino                                                                | 0 – 3                                                                     | Irlanda del Nord                                                          | Qual. Mondiali 2018                                                       | -                                                                         | 66’ 67’                                                                   |
| 8-9-2018                                                                  | Minsk                                                                     | Bielorussia                                                               | 5 – 0                                                                     | San Marino                                                                | UEFA Nations League 2018-2019 - 1º turno                                  | -                                                                         |                                                                           |
| Totale                                                                    |                                                                           | Presenze                                                                  | 5                                                                         |                                                                           | Reti                                                                      | 0                                                                         |                                                                           |

| Cronologia completa delle presenze e delle reti in nazionale (partite non ufficiali) ― San Marino | Cronologia completa delle presenze e delle reti in nazionale (partite non ufficiali) ― San Marino | Cronologia completa delle presenze e delle reti in nazionale (partite non ufficiali) ― San Marino | Cronologia completa delle presenze e delle reti in nazionale (partite non ufficiali) ― San Marino | Cronologia completa delle presenze e delle reti in nazionale (partite non ufficiali) ― San Marino | Cronologia completa delle presenze e delle reti in nazionale (partite non ufficiali) ― San Marino | Cronologia completa delle presenze e delle reti in nazionale (partite non ufficiali) ― San Marino | Cronologia completa delle presenze e delle reti in nazionale (partite non ufficiali) ― San Marino |
| Data                                                                                              | Città                                                                                             | In casa                                                                                           | Risultato                                                                                         | Ospiti                                                                                            | Competizione                                                                                      | Reti                                                                                              | Note                                                                                              |
| ------------------------------------------------------------------------------------------------- | ------------------------------------------------------------------------------------------------- | ------------------------------------------------------------------------------------------------- | ------------------------------------------------------------------------------------------------- | ------------------------------------------------------------------------------------------------- | ------------------------------------------------------------------------------------------------- | ------------------------------------------------------------------------------------------------- | ------------------------------------------------------------------------------------------------- |
| 31-5-2017                                                                                         | Empoli                                                                                            | Italia                                                                                            | 8 – 0                                                                                             | San Marino                                                                                        | Amichevole                                                                                        | -                                                                                                 | 87’                                                                                               |
| Totale                                                                                            |                                                                                                   | Presenze                                                                                          | 1                                                                                                 |                                                                                                   | Reti                                                                                              | 0                                                                                                 |                                                                                                   |

## Palmarès

### Club

#### Competizioni nazionali
- Campionato sammarinese: 1

Tre Fiori: 2019-2020

### Individuale
- Premio Golden Boy: 1

2014